# Şeytan
Şeytan ist ein türkischer Horrorfilm von 1974, der auf William Friedkins Der Exorzist basiert und von Metin Erksan geleitet wurde.

## Handlung
Güls Eltern stehen kurz vor der Trennung. Güls Mutter und  ihr Freund Ekrem wollen heiraten. Wegen Güls Geburtstag denkt die Mutter darüber nach, Ekrem nicht gleich zu heiraten. Güls Vater kann nicht zu diesem Geburtstag kommen. Auch hier gibt es heftige Streitigkeiten zwischen den Eltern. Inzwischen hat Gül psychische Probleme. Während ein Imam und Tuğrul Bilge versuchen zu verstehen, was mit Gül passiert ist, erkennen sie, dass sie vom Teufel besessen ist. Der Imam und Tuğrul Bilge bemühen sich, ihr den Teufel auszutreiben. Obwohl der Teufel verschiedene Spiele spielt, um Tuğrul Bilge in die Irre zu führen, werden diese Spiele dank des Imams unwirksam. Als der Teufel Güls Körper verlässt und Tuğrul Bilges Körper besetzt, wirft sich dieser aus dem Fenster und stirbt. Der Teufel kehrt wieder in seine Welt zurück. Gül erinnert sich nicht an diese Ereignisse und findet zu ihrer früheren Freude zurück.

## Veröffentlichung
Der Film, der am 1. November 1974 landesweit in der Türkei veröffentlicht wurde, ist wegen der von Der Exorzist kopierten handwerklichen und stilistischen Ähnlichkeiten allgemein als „turkish Exorcist“ bekannt.